# コクラセ
『コクラセ』は、galanti（作者）・どろみず（イラスト）により、2015年5月に公開されたアドベンチャーゲームで、RPGツクール VX Aceを用いて制作された連載型のフリーゲーム。2014年10月には1話完結型の元祖『コクラセ』が公開され、ニコニコ自作ゲームフェス4の志倉千代丸賞、スニーカー文庫賞、コミックジーン賞、PHPCOMIX賞を受賞したが、本稿では主に連載版について記述する。

## 登場人物

### 「コクラセ」のメンバー
秋葉原治（あきば げんじ）
本作の主人公。コクラセの活動としてはメンバーに指示を出すだけで基本的に自分自身で動くことは稀。一旦情報が出揃うと突然眠ったように熟考し始めるが、これは秋葉が本気で計画を練り始めた合図であり、この状態をメンバーからは「赤い糸つむぎ」と呼ばれている。しかしその練った計画も全てをメンバーに伝えないために、他のメンバーは毎回振り回される形になっている。
池袋里歩（いけぶくろ りほ）
普通科一年生。典型的なドジっ子で、何もないところでよく転ぶため足には傷が絶えない。
御茶ノ水寛太（おちゃのみず かんた）
普通科二年生。普段からおどおどしているが、超人的な動体視力を備えている。本人は霊感があると思い込んでいるが、それは自身の動体視力があまりにもすごいために、常人でも見えないようなものでも見えてしまうからである。
飯田橋メグ（いいだばし めぐ）
普通科二年生。他の人物と接触する任務や状況によって人格を使い分け、静かに舞台を整える。また彼女の機転によって状況を打開したり危機を回避することも多い。

### そのほかの登場人物
代々木たま（よよぎ たま）
普通科二年生の放送部員。しかしその裏では情報屋としての顔を持ち、ジュースを報酬として校内の様々な情報を売っている。いつも奇抜な計画で告白を成功させるコクラセには好意的だが、本人は「ちゃんと報酬を払ってくれる人の味方」と称しているため、コクラセだけに味方をしているわけではない。
仁藤千鶴（にとう ちづる）
本人は度々否定しているが、心優しい性格が災いしていつも頼みを断れないでいる。
目白恵（めじろ めぐみ）
TRL（シン・レッド・ライナーズ）と呼ばれる組織のリーダーで運命の赤い糸は誰も触れてはならないという考えからコクラセのことを敵視している。
新橋由良（しんばし ゆら）
おっとりとした見た目だが計算高く、コクラセの活動を阻止するために様々な妨害活動をする。
嫉妬激励隊（しっとげきれいたい）
四谷・市ヶ谷・永田の3人の特別科生徒から成る集団。ガスマスクを着用している。恋愛に関する行事を中止させるべく活動している。その行動は直接的かつ短絡的なものがほとんど。

### 第一話の登場人物
蒲田桜（かまた さくら）
普通科一年の女子生徒。第一話の依頼人。子安に好意を寄せているが、地味で目立たない自分に自信が持てず、また引っ込み思案な性格のため告白に踏み切れずにいる。極度のあがり症で告白する場面を想像しただけで気絶してしまうほど。
子安洋光（こやす ひろみつ）
普通科三年の男子生徒。第一話の告白対象。イケメンかつ校内一のモテ男で、毎日のように女子から告白されている。しかし本人はありきたりな告白に飽きており、全ての告白を断っている。
大森加奈（おおもり かな）
普通科三年の女子生徒。友人が子安に酷い振られ方をされ傷ついたことを我が事のように怒り、子安を恨んでいる。

### 第二話・第三話の登場人物
日野小太郎（ひの こたろう）
特別科二年の男子生徒。第二話、第三話の依頼人。阿佐ヶ谷に好意を寄せておりコクラセへ依頼を持ってくる。背が低く常にへらへらしている態度なために頼りない印象を受ける。阿佐ヶ谷との距離を縮めるため、コクラセにより文化祭実行委員に立候補する。
阿佐ヶ谷円（あさがや まどか）
特別科二年の女子生徒。第二話、第三話の告白対象。姐御肌で面倒見が良く、誰とでも分け隔てなく接するために普通科でも人気が高い。立川とは幼馴染で、高校へ入ってから特別科に敵意を持っている彼のことを気遣っている。文化祭では実行委員長を務めている。
立川武蔵（たちかわ むさし）
普通科二年の男子生徒。粗暴かつ乱暴者で大柄な体格をしており、特別科に対して一方的な敵意を向けている。阿佐ヶ谷とは幼馴染で、特別科である彼女とも微妙な関係が続いている。中庭にいる猫の世話をしており、その場で里歩と知り合う。

### 第四話の登場人物
水道橋メグ（すいどうばし めぐ）
特別科二年へ転入してきた本編より一年前の飯田橋メグ。転入試験を過去最高の成績でパスするなど非常に優秀な生徒だが、自分の身の周りの世の中に飽き飽きしており普段は周囲へ合わせるために「優秀な生徒」を演じながら過ごしている。羽里高校でもメグにとっては退屈な日々を送るはずだったが、八王子連と秋葉原治という二人の生徒と出会うことで彼女の運命は大きく変わることになる。
秋葉原治（あきば げんじ）
本編より一年前の秋葉原治。休み時間のほとんどを屋上のベンチで寝て過ごしているが頭の回転の早さは健在。教師のオッサンと手を組み告白請負人として告白の援助をしているが手段や内容はかなり強引かつ奇抜なことが多く評判は良くないらいしい。
八王子連（はちおうじ れん）
特別科三年の男子生徒。頭脳は優秀なものの、自分以外の人間を見下している。年中、黒ずくめの制服とマスクを着用しており、授業にもほとんど出ておらずいつも特別科校舎の屋上で暇を潰している。秋葉と同様、頭の回転が早く、一石投じるだけで他人の運命を自分の思い描いた通りの結果に導くことができるが、残酷な性格故にその人物が最終的にどうなろうとも構わない。
オッサン
普通科の教師でオールバックに丸眼鏡、スーツの上に白衣を羽織っているなど胡散臭い見た目をしている。
中野広路（なかの ひろみち）
永田（ながた）

## メディア展開

### 小説
コクラセ
文・円居挽、絵・どろみず、原作および監修・galanti
2016年5月14日、ビーズログ文庫アリスから発売。ISBN 978-4-04-734046-6。収録されている話は全て小説版のみのオリジナル。

### 漫画
電撃マオウ2016年12月号から2017年4月号まで、松風水蓮作画で連載。内容は連載版に沿ったコミカライズ作品となっている。